# Капсаицин
Капсаици́н (ванилиламид 8-метил-6-ноненовой кислоты) — алкалоид, содержащийся в различных видах стручкового перца Capsicum (например, в плодах перца овощного его содержится около 0,03 %). Чистый капсаицин представляет собой бесцветное кристаллическое вещество со жгучим вкусом. Температура плавления 65 °C, температура кипения 210—220 °C при 0,01 мм рт. ст. Алкалоид практически нерастворим в водных растворах щелочей, но легко растворяется в органических растворителях, этиловом спирте и жирах. Обладает химической стойкостью. В жёстких условиях гидролизуется, образуя ванилиламин и 8-метил-6-ноненовую кислоту.

## Капсаицин в медицине
Капсаицин принадлежит к фармакологической группе «Раздражающие средства природного происхождения». Он раздражает верхние дыхательные пути, кожу и слизистые оболочки. Переносимая концентрация 0,004 мг/л при экспозиции 2 мин. Является компонентом спиртовой настойки и медицинского пластыря, используемых как отвлекающее и обезболивающее средство, а также мазей от обморожения.
Капсаицин — блокатор быстрых K-каналов A-типа. Раздражающее действие и обезболивающий эффект обусловлены действием капсаицина на ванилоидные рецепторы VR1 (TRPV1), агонистом которых он является.
Учёные из Ноттингемского университета выяснили, что капсаицин, отвечающий за острый вкус и раздражающее действие жгучего перца, вызывает массовую гибель злокачественных клеток благодаря воздействию на митохондрии — органеллы, обеспечивающие клетки энергией.
Ряд наблюдений позволяет предположить, что употребление продуктов с большим содержанием капсаицина снижает риск развития злокачественных опухолей.

## Другие применения
Капсаицин и сумма его гомологов (капсаициноиды) используется как ирритант в газовом оружии самообороны (газовые пистолеты и револьверы) и аэрозольных устройствах (газовые баллончики, УДАР) и другие устройства под БАМ (баллончик аэрозольный малогабаритный).
Также есть практика применения капсаицина для борьбы с моллюсками на днищах плавсредств — для этого капсаицин добавляют в краску, которой покрывают подводную часть судна, — а также в средствах для отпугивания домашних животных от определённых мест в квартире (чтобы, например предотвратить точение когтей о предметы мебели или поедание ядовитых растений).

## Капсаициноиды
| Название             | Сокращение | Сумма | Единицы шкалы Сковилла | Хим. формула |
| -------------------- | ---------- | ----- | ---------------------- | ------------ |
| Капсаицин            | C          | 69 %  | 16 000 000             |              |
| Дигидрокапсаицин     | DHC        | 22 %  | 15 000 000             |              |
| Нордигидрокапсаицин  | NDHC       | 7 %   | 9 100 000              |              |
| Гомокапсаицин        | HC         | 1 %   | 8 600 000              |              |
| Гомодигидрокапсаицин | HDHC       | 1 %   | 8 600 000              |              |
| Нонивамид            | ВАПК       |       | 9 200 000              |              |